# جواد أباد (ماجين)
جواد أباد (بالفارسية: جوادآباد) هي قرية تقع في إيران في قسم ماجين الريفي. يقدر عدد سكانها بـ 107 نسمة .